# Trevor Gaskins
Trevor Crosby Gaskins (Alpharetta, Georgia, 24 de noviembre de 1989) es un baloncestista estadounidense nacionalizado panameño que se desempeña en la posición de base.

## Trayectoria

### Carrera universitaria
Gaskins tuvo un arranque prometedor en el baloncesto universitario estadounidense jugando para los Mississippi State Bulldogs, ya que al término de su primera temporada fue elegido como parte del equipo ideal de los freshmen de la Southeastern Conference.
Sin embargo al año siguiente una lesión en su rodilla lo alejó de las canchas durante toda la temporada. Recién volvió a competir en 2009. Durante sus últimas dos temporadas en el equipo alcanzó a jugar 66 partidos, pero sólo 10 como parte del quinteto titular.  
Para la temporada 2011-12 se transfirió a los Louisiana Tech Bulldogs, donde gozó de mucho más tiempo de juego, terminando su año como sénior con promedios de 11,9 puntos, 3,8 rebotes, 1,1 robos y 2,2 asistencias por partido en 33 presentaciones. Fue elegido como parte del equipo ideal de la Western Athletic Conference y reconocido como uno de los mejores defensores del torneo.

### Carrera profesional
Comenzó a jugar profesionalmente con los Cafeteros de Armenia de Colombia.
En diciembre de 2015 llegó como refuerzo al Bahía Basket de la Liga Nacional de Básquet de Argentina. Arrancó la siguiente temporada en la Argentina contratado por Ferro con muchas expectativas, pero fue apartado del equipo a la mitad del torneo y sustituido por Ryan Amoroso. 
Disputó la Liga de las Américas 2016 con los Correcaminos de Colón, y luego marchó hacia Puerto Rico para enrolarse en los Indios de Mayagüez del Baloncesto Superior Nacional.
Gaskins retornó a principios de 2017 a los Correcaminos de Colón y dejó el club en marzo de 2018, luego de haber conquistado la Liga Profesional de Baloncesto. Se fue a Israel, contratado por el Maccabi Haifa B.C. para jugar el tramo final de la temporada 2017-18 de la Ligat ha'Al. Unos meses después se reincorporó a los Correcaminos de Colón para jugar en la Liga Centroamericana de Clubes, partiendo luego a la Liga Nacional de Baloncesto Profesional de México en calidad de refuerzo de las Abejas de León.
Entre 2019 y 2021 estuvo de regreso en la Argentina, donde jugó para los equipos santiagueños de Olímpico y Quimsa.

## Selección nacional
Pese a haber nacido en los EE. UU., Gaskins resultó elegible para la selección de baloncesto de Panamá al ser su madre de nacionalidad panameña. Hizo su debut con el combinado nacional panameño en 2014, obteniendo la medalla de plata en la edición XXII de los Juegos Centroamericanos y del Caribe. 

## Palmarés

### Distinciones individuales
- Actualizado hasta el 07 de agosto de 2016.

| Club                       | Distinción                           | País           | Año  |
| -------------------------- | ------------------------------------ | -------------- | ---- |
| Mississippi State Bulldogs | SEC All-Freshman Team                | Estados Unidos | 2008 |
| Louisiana Tech Bulldogs    | WAC All-Conference Honorable Mention | Estados Unidos | 2012 |
| Louisiana Tech Bulldogs    | WAC All-Tournament Team              | Estados Unidos | 2012 |
| Louisiana Tech Bulldogs    | WAC All-Defensive Team               | Estados Unidos | 2012 |

### Selección nacional
- Medalla de plata en los XXII Juegos Centroamericanos y del Caribe de 2014.
- Medalla de oro en el COCABA 2015.
- Medalla de oro en los XI Juegos Deportivos Centroamericanos de 2017.

## Vida privada
Su hermano Tyler Gaskins también es jugador profesional de baloncesto.